# روبي كروز
روبي توماس كروز (بالإنجليزية: Robbie Thomas Kruse)‏ لاعب كرة قدم أسترالي في مركز الهجوم ولد في يوم 5 أكتوبر 1988 في مدينة بريزبان في أستراليا وهو يلعب حالياً مع نادي بايرن ليفركوزن وسبق له اللعب مع نادي فورتونا دوسلدورف ونادي ميلبورن فيكتوري وبريزبان رور ويبلغ طوله 179 سم.

## روابط خارجية
- روبي كروز على موقع الاتحاد الدولي (مؤرشف)  (الإنجليزية)
- روبي كروز على موقع الاتحاد الأوربي (الإنجليزية)
- روبي كروز على موقع قاعدة بيانات كرة القدم.إي يو (الإنجليزية)
- روبي كروز على موقع بيانات كرة القدم. دي إي (الألمانية)
- روبي كروز على موقع ناشيونال فوتبول تيمز (الإنجليزية)
- روبي كروز على موقع Soccerway.com (الإنجليزية)
- روبي كروز على موقع عالم كرة القدم.نت (الإنجليزية)
- روبي كروز على موقع AS.com (الإسبانية)